# 남산롯데캐슬아이리스
남산롯데캐슬아이리스(영어: Namsan Lotte Castle IRIS)는 대한민국 서울특별시 중구 회현동1가에 위치한 초고층 아파트 단지이다.

## 갤러리

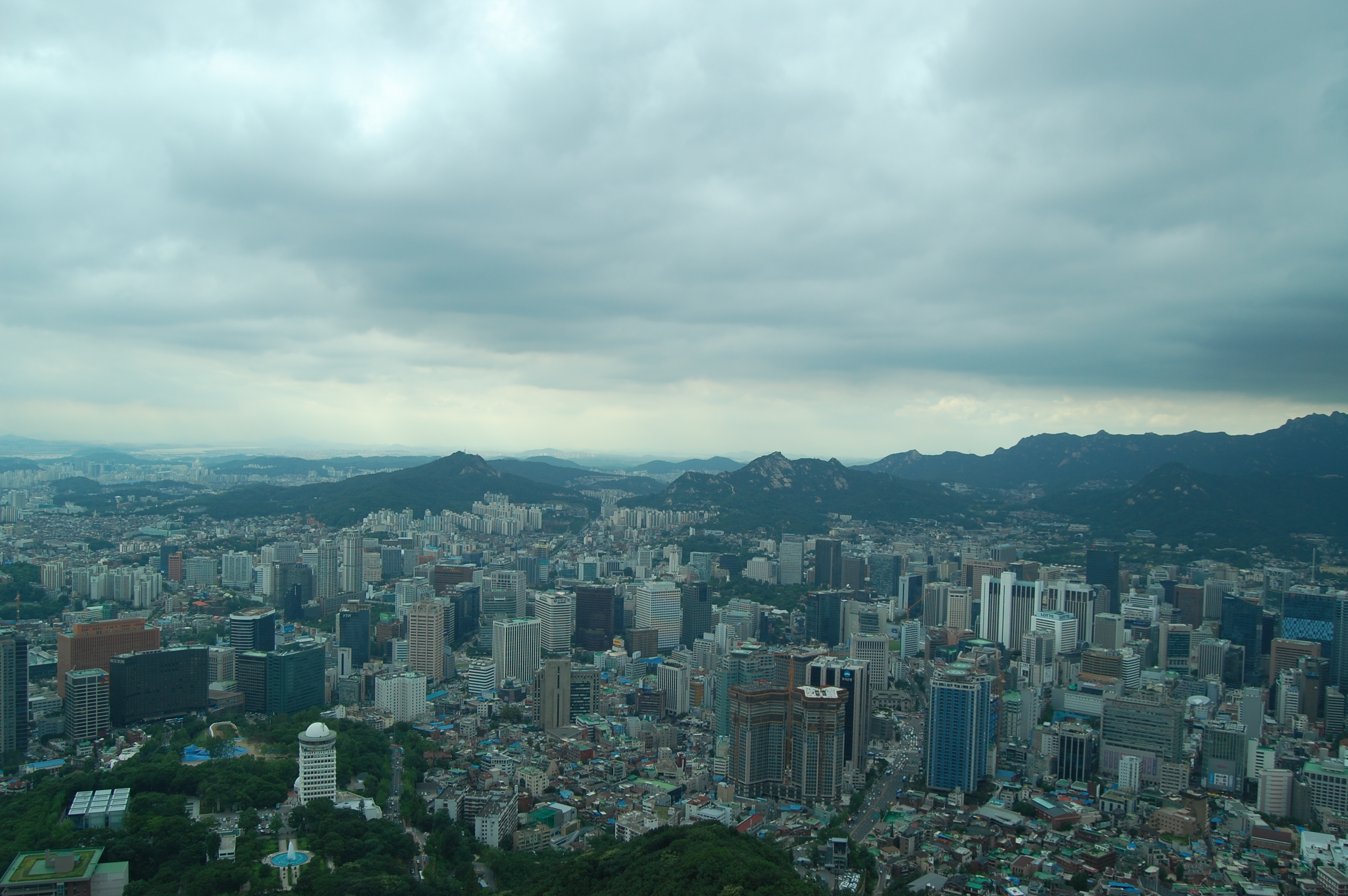
2010년 7월 28일
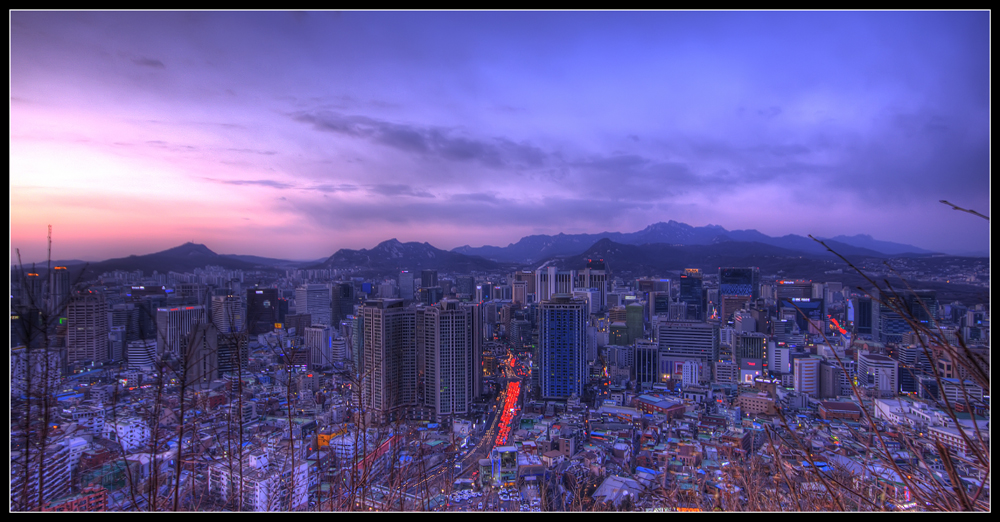
2012년 2월 18일